# دب كسلان
الدب الكسلان أو دب العسل حيوان ضخم أشعث الوبر له عرف من الفراء حول رقبته وأكتافه. ويسمى أيضاً دب العسل لأن عسل النحل يعتبر واحداً من أغذيته المفضلة. وتعيش الدببة الكسلى في الأودية الصخرية الضيقة، وفي تلال الهند، وسريلانكا. وتتسم هذه الدببة بحدة الطباع ومن الممكن أن تكون خطيرة عند الاقتراب منها. ويبلغ طول الدب الكسلان متراً ونصف المتر وقد يبلغ وزنه 115كجم. وله فراء أسود طويل مع وجود رقعة بيضاء على الصدر، متخذة الرقم 7. ووجه الدب الكسلان رمادي اللون ويكاد يكون خالياً من الشعر.
وعادة ما تأكل الدببة الكسلى النمل الأبيض ويرقات النمل، وتأكل أيضاً الأزهار وأوراق الشجر والثمار والحبوب. وهي تتسلق أي مكان بحثاً عن أعشاش النمل الأبيض أو النحل.
تستخدم الدببة أقدامها الضخمة ومخالبها الطويلة لتفتح بعنف أعشاش النمل الأبيض، كما أنها تمزق جذوع الأشجار وأغصانها التي تحتوي أقراص العسل. فعند عش النمل الأبيض، تقوم الدببة بنفخ التراب بعيداً عن العش من أجل تعرية النمل الأبيض، ثم تقوم الدببة بعد ذلك بشفط الحشرات، إلى داخل أفواهها. وتتناسب شفاه ولسان وأسنان الدب الكسلان بشكل جيد مع عاداته الغذائية. فللدب خطم طويل وشفاه مرنة ولسان طويل لزج وتنقصه سنّان أماميتان في كل من الفك العلوي والفك السفلي. ويجذب الدب الطعام من خلال هذا التجويف بأصوات شفط عالية.
وتبحث الدببة الكسلى عن الطعام ليلاً. وأثناء النهار تنام في أماكن محمية، عادة ما تكون كهوفاً، على طول ضفاف الأنهار. وهي لا تنام لفترات طويلة في الشتاء كما تفعل بعض الدببة الأخرى.
وتلد معظم إناث الدببة ديسمًا أو اثنين (صغير الدب) في المرة الواحدة. وغالبًا ما تركب الصغار فوق ظهور أمهاتها حتى وهي تتسلق الأشجار.